# Хиралност молекула
Хиралност молекула је особина која се може често наћи код органских једињења као што су алкохоли, алдехиди, киселине, угљени хидрати, протеини итд. Свака органска супстанца која је хирална показује оптичку активност. У хемији се молекул или јон назив хиралним ако га никаква комбинација ротације, транслације или неке друге конформационе промене, не може поклопити са својом сликом у огледалу. Такво геометријско својство назива се хиралност. За молекул кажемо да је хиралан ако нема унутрашњу симетрију и ако се не може поклопити са својим ликом у огледалу.

## Оптичка активност
Неки секундарни и терцијарни алкохоли, као и многа друга органска једињења, показују специфичну особину – оптичку активност. Када се кроз раствор таквих супстанци пропусти поларизована светлост (монохроматска светлост код које талас осцилује само у једној равни, нормалној на раван простирања таласа) долази до обртања равни поларизоване светлости за неки угао. Утврђено је, да једно једињење може да постоји у два облика, који имају исте физичке и хемијске особине, раван поларизоване светлости обрћу за исти угао, али у супротним смеровима (један у смеру казаљке на сату, а други у супротном смеру).
Сва једињења која показују оптичку активност имају бар један хирални (heir-рука) угљеников атом. Било која два предмета која се односе као предмет и његов лик у огледалу се зову хирални. Хирални (асиметрични) С атом је онај који је везан за четири различита атома или атомске групе. Два једињења која се разликују само по распореду група око хиралног С атома зову се оптички изомери или енантиомери, припадају групи стереоизомера (просторних изомера). Један енантиомер обрће раван поларизоване светлости у смеру казаљке на сату што се обележава са (+), а други за исти угао у супротном смеру што се обележава са (-).

## Објашњење појма хиралности
Код атома угљеника који гради четири једноструке везе долази до 3 хибридизације, при чему су четири 3 хибридне орбитале распоређене тетраедарски у простору. У случају молекула у коме угљеник гради четири једноструке везе, атоми или атомске групе које се везују за атом угљеника су распоређене у простору тетраедарски, тј. атом угљеника се налази у центру тетраедра, а атомске групе на врховима тог тетраедра.
Ако су за атом угљеника везане бар двије исте атомске групе, онда које год комбинације се направе спајајући атомске групе са атомом угљеника добиће се молекули који се могу поклопити тј. просторно су идентични.
Ако је атом угљеника везан за четири различите атомске групе, онда су могућа два различита просторна распореда у молекулу, и при томе се та два распореда односе као лик и слика у огледалу. Оба молекула имају идентичну структуру али различит просторни распоред, и они представљају просторне изомере или стереоизомере. Ова два изомера се називају енантиомери, тј. енантиомерни облици неке органске супстанце. Угљеников атом за који у везане четири различита атома или атомске групе се назива хирални или асиметрични C атом.
Битно је истаћи и да на хиралност утичу и изотопи, тако нпр. атом водоника (1H) и атом деутеријума (2H) представљају два различита супституента на хиралном атому, и на тај начин се од нехиралног молекула може добити хирални.
Постоје и молекули који не посједују хирални центар тј. атом, али посједују хиралност због специфичног распореда атомских група у молекулу. Постоје и молекули који посједују хирални центар али не посједују хиралност због тога што молекул као цјелина посједује неку раван симетрије.
Два енантиомерна облика неке супстанце имају исте физичке особине као што је тачка кључања, растворљивост, густина итд., једина разлика се састоји у оптичкој активности. Због тога се овај тип изомерије назива и оптичка изомерија. Два енантиомера имају исту апсолутну вриједност ротације равни свјетлости, само је смјер различит.
Што се тиче хемијске реактивности, два енантиомера показују исту хемијску реактивност према ахиралним реагенсима, међутим при реакцијама са хиралним супстанцама се понашају различито.
Многе органске и биохемијске реакције су стереоселективне и многи ензими су хирални и понашају се различито према два енантимоера.

## Номенклатура
Постоји више начина за означавање енантиомера једне супстанце, тј. за означавање различитих стереоизомера неке супстанце. Као стандард за D-L означавање је узет глицералдехид, при чему је усвојено да се (+) глицералдехид означава као D-облик а (-) глицералдехид као L-облик.
Означавање осталих супстанци које имају енантиомере тј. чији молекули посједују хиралност се означавају на основу упоређивања са глицералдехидом.
(+) или (-) начин означавања енантиомера не говори о конфигурацији на хиралном атому, него се означавају на основу оптичке активности тј. зависно у којем се правцу обрће раван поларизоване свјетлости.
Постоји и R-S систем означавања који се заснива на одређивању апсолутних конфигурација хиралних молекула. Код овог система не постоје референтни молекули, и представља најпрецизнији систем означавања а заснива се на CIP правилима.

## Рацемат
При хемијским реакцијама при којима постаје хирални атом, готово увијек настају рацемати. Један енантиомер може да пређе у други само ако дође до раскидања и поновног стварања хемијских веза. Еквимолекулска смјеша два енантиомера се назива рацемат и обиљежава се са (±) или -(dl)-. Рацемска смјеша није оптички активна јер се ротације ентантиомера међусобно потиру. Хирални молекули се у природи ријетко налазе у облику рацемата, најчешће се налазе као само један енантиомер.
Многи органски молекули имају и више хиралних атома и могу постојати у више просторних облика, али у природи се најчешће налази само један облик.
Све природне аминокиселине имају L конфигурацију.
Сви угљени хидрати имају D конфигурацију.